# عمانيون
العمانيون؛ هم مواطنو سلطنة عمان، استوطن العمانيون المنطقة التي هي الآن تعتبر عمان، في القرن الثامن عشر للميلاد قام مجموعة من التجار والحكام بتحويل مسقط (عاصمة عمان) إلى الميناء الرئيسي للخليج العربي، الشعب العماني متنوع عرقيًا ويتكون السكان العمانيون من العديد من الأعراق المختلفة، غالبية السكان هم من منطقة العرب والبعض من هؤلاء العرب يتحدثون اللغة السواحيلية والعائدون من الساحل السواحلي خاصة زنجبار.
بالإضافة هناك العديد من الأعراق مثل البلوش، اللور، الفرس ومهري. هناك أيضًا بعض العمانيون من جنوب آسيا مثل اللواتية وغيرهم. علاوة على ذلك، في ظفار وصور ومسقط، يمكن العثور على أشخاص من أصلول أفريقية.
يشكل المواطنون العمانيون أغلب سكان عمان، حيث يعيش أكثر من مليون ونصف المليون عماني آخر في مناطق أخرى من الشرق الأوسط والمناطق السواحلية.

## الزراعة
يعيش معظم العمانيين في مناطق زراعية تقع إما في الوديان أو في المناطق الجبلية الداخلية لسلطنة عمان، وأيضًا على طول الساحل الشرقي يزرع المزارعون التمور والفواكه والحبوب، بينما يقوم القرويون الساحليون إما بالصيد في بحرعمان أو العمل في مزارع النخيل القريبة منهم. عادة ما تكون المنازل الموجودة في  القرية مصنوعة من كتل خرسانية أو طوب طيني أو خشب وقش النخيل في المناطق الريفية يرتدي الرجال غالبًا أردية بيضاء، وعمامات، وسكاكين بأوشحة ذات ألوان زاهية (الخناجر).

## المجتمع
يعيش الشعب العماني في مجموعات عائلية حديثة وأسر مترابطة، حيث أن الأسرة هي الوحدة الأساسية في المجتمع، ومن خلالها يتم بناء الأفراد وتنشئتهم وتعليمهم القيم والأخلاق السليمة.

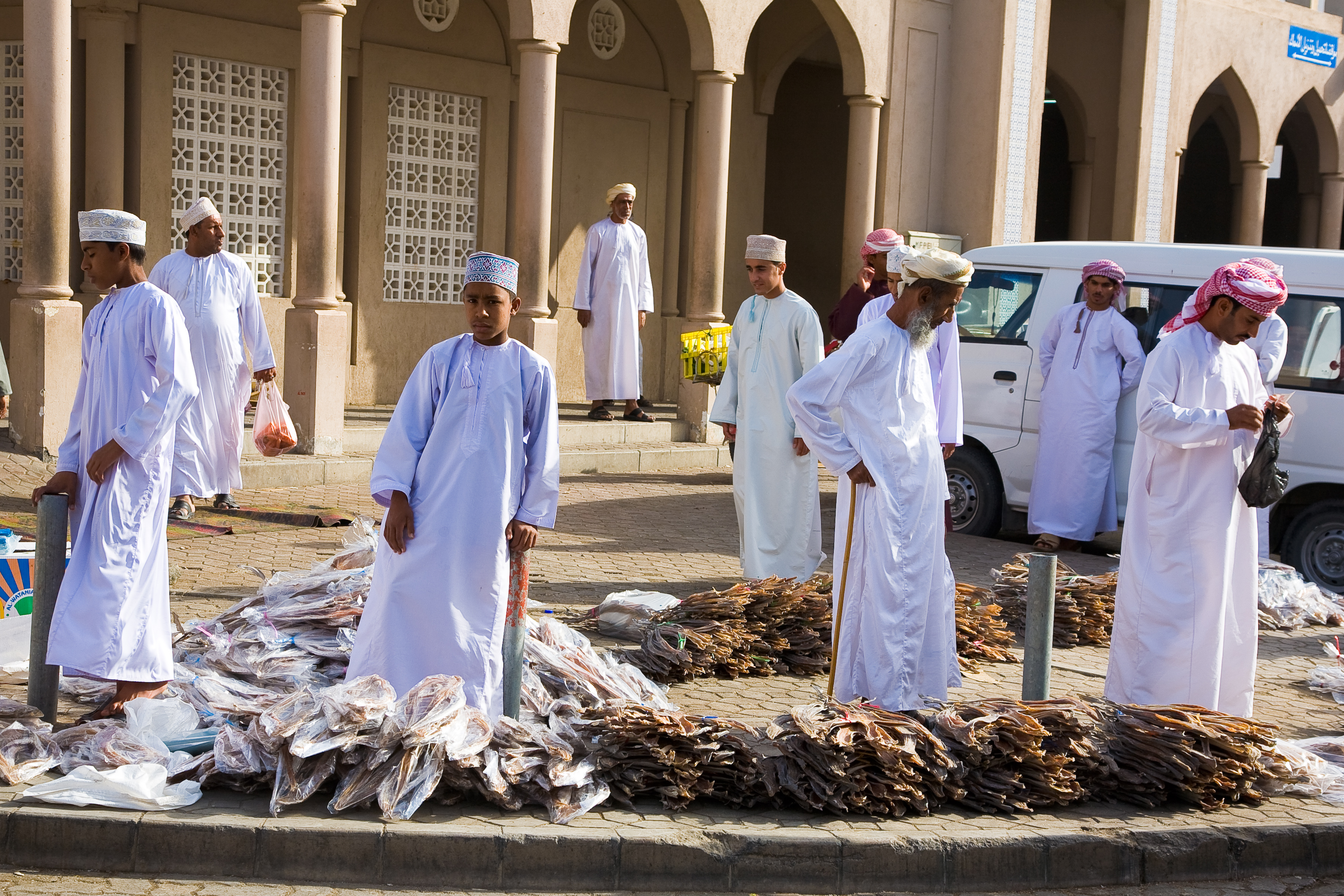
الشعب العماني في نزوى

## الاقتصاد
يقيم غالبية الشعب العماني في قرى ومدن وبلدان، يمتاز أسلوب الحياة لديهم بمجموعة متنوعة من المهن وروابط أسرية أقوى وحقوق المرأة المحترمة. إنهم يهتمون بالضيافة والكرم أكثر من اهتمامهم بالملكية والثروة.
يقيم سكان عمان في بيوت حديثة متطورة وبعضها قديمة مدهونة بالألوان البيضاء حيث يعمل الشعب العماني مسؤولين وعمال وتجار وبحارة. كما يعمل عدد متزايد منهم في صناعة البترول. في عام 1970، قدم حضرة صاحب الجلالة السلطان قابوس بن سعيد سلطان عمان الراحل طيب الله ثراه العديد من البرامج التنموية للمساعدة في تحديث البلاد. وشملت هذه تطوير صناعة النفط. وبناء الطرق والمستشفيات والمدارس الحديثة حيث يقام فيها التعليم على مستوياته (الإبتدائية و الإعدادي والثانويه) بالإضافة إلى التعليم الجامعي؛ كما انه تم إنشاء برامج محو الأمية للكبار.

## علاقتهم بالبحر
عُرف العمانيون بحبهم للبحر، حيث جابوا شرق الدنيا وغربها، وسطروا بطولات وأسسوا لأمجاد يذكرها التاريخ، وعلاقة العمانيون بالبحر تعود إلى الألف الثالث قبل الميلاد، حيث كان التجار العمانيون يحملون البضائع عبر البحار إلى جميع أصقاع العالم، وشخصية سندباد الشهيرة في كتاب "ألف ليلة وليلة" مستوحاة من قصة بحّار عماني من مدينة صُحار تمكن عام ٧٥٠م من إنجاز أول رحلة بحرية إلى مدينة كانتون الصينية. 

## الهجرة إلى الجزء الساحلي من البلاد

أصبحت أجزاء من إفريقيا وآسيا جزءًا من عمان

أصبحت زنجبار تابعة لعمان بعد القرن السابع عشر، حيث سكن عدد كبير من العمانيين في الجزء الساحلي من البلاد - خاصة بعد عام 1832- عندما نقل السلطان العماني سعيد بن سلطان بلاطه إلى زنجبار. بالنسبة للعمانيين، أصبحت المنطقة العمانية أرض الفرص الاقتصادية.
العمانيون الذين هاجروا إلى المناطق السواحلية يتطلعون إلى حياة معيشية أفضل. حيث نما المجتمع العماني في المناطق السواحيلية وأصبح ناجحًا في الشؤون المالية. توقف العمانيون من الانتقال من وإلى زنجبار بعد الثورة التي حدثت في زنجبارفي تلك الفترة  عام 1964. تم إسقاط سليل عمان، سلطان زنجبار، السلطان جمشيد بن عبد الله، وقتل العديد من العمانيين، من بين العرب الآخرين. بعد الثورة بفترة قليلة، هرب العديد من العمانيين من زنجبار لتجنب الاضطهاد ورجعوا إلى موطن ابائهم وأجدادهم في عمان، لكن بعض منهم اختاروا البقاء على المناطق السواحلية.

## أبرز الشخصيات العمانية

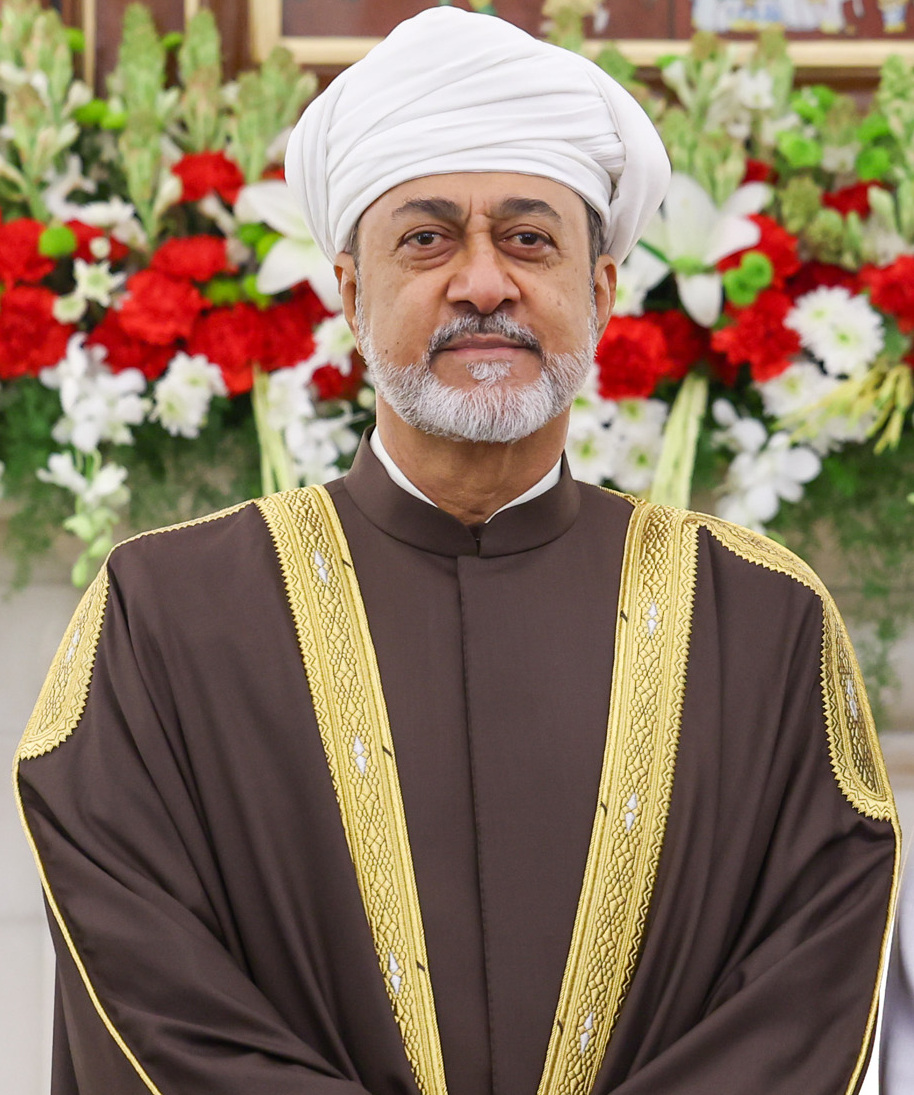
جلالة السلطان هيثم بن طارق المعظم، سلطان عمان - منذ 2020

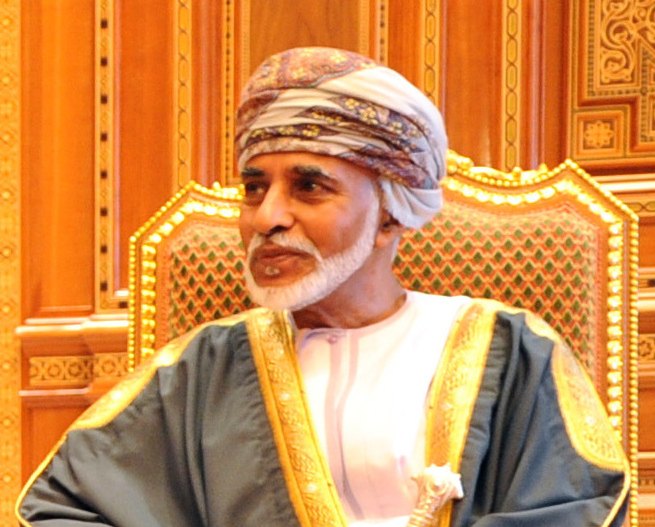
قابوس بن سعيد آل سعيد، سلطان عمان 1970-2020

- جلالة السلطان هيثم بن طارق المعظم -حفظه الله ورعاه-: سلطان عمان.
- قابوس بن سعيد آل سعيد: سلطان عمان -طيب الله ثراه- (1970-2020).
- محمد الرمحي: وزير النفط والغاز العماني.
- هيفاء بنت جمعة الخيفية: المدير المالي لشركة تنمية نفط عمان، ورئيس مجلس إدارة شركة ستيت ستريت السعودية للحلول المالية. متحدث عام بثلاث لغات، مع سجل حافل من الريادة الإستراتيجية الدولية في الشركات وعلى مجالس الإدارة، في مجال الطاقة والتمويل. تم اختيار هيفاء بانتظام كواحدة من أكثر النساء نفوذاً في الشرق الأوسط من قبل مجلة فوربس، من بين الجوائز الدولية الأخرى.
- أحمد الحارثي، أفضل سائق سباقات في عمان ورياضي دولي رائد.
- سميرة بنت محمد الموسى: سفيرة عمان والمندوبة الدائمة لدى اليونسكو.
- قيس الخنجي: رائد أعمال عماني.
- علي الحبسي: عماني ولاعب كرة القدم ريدينغ
- أحمد بن حمد الخليلي: المفتي العام للسلطنة.
- محمد البرواني: ملياردير وأغنى رجل في عمان.
- حنينة المغيرية: سفيرة سلطنة عمان لدى الولايات المتحدة.
- السيدة / لوثا سلطان المغيرية: المندوبة الدائمة للسلطنة لدى الامم المتحدة.
- معالي مديحة بنت أحمد بن ناصر الشيبانية: وزيرة التربية والتعليم سلطنة عمان.
- يوسف بن علوي بن عبد الله: وزارة الخارجية.
- راوية سعود البوسعيدية: وزيرة للتعليم العالي.
- معالى سلطان بن محمد النعماني: وزيرًا للمكتب السلطاني.

بالإضافة إلى الشخصيات العُمانية التي برزت في سلطنة عُمان الحديثة حيث بدأت منذ تولي السلطان قابوس بن سعيد مقاليد الحكم في سلطنة عُمان.